# Xanthorhoe effusa
Xanthorhoe effusa là một loài bướm đêm trong họ Geometridae.